# Love Is Lost
"Love Is Lost" é um single do cantor britânico de rock David Bowie, originalmente do álbum The Next Day, de 2013. Lançada no dia 28 de outubro do mesmo ano, a canção recebeu três versões, como forma de promover The Next Day Extra, uma versão do disco que contém faixas bônus, remixes e clipes.
A primeira versão da música lançada como single foi um remix produzido por James Murphy, integrante do LCD Soundsystem, com distribuição da Columbia Records e Sony Music. No dia 16 de dezembro, foi lançada uma edição limitada de 5000 cópias do single em formato vinil, contendo também uma versão alternativa de "I'd Rather Be High".
O primeiro clipe gravado pela canção destaca-se por ter custeado poucos recursos financeiros. Com temática gótica, a produção custeou apenas treze dólares para o cantor, que filmou, dirigiu e editou as imagens em seu escritório durante dois dias. Um boneco de madeira utilizado no vídeo faz referência à "Ashes to Ashes", outra faixa do cantor, lançada em 1980. Mais tarde, outro clipe para a mesma música foi feito, desta vez para sua versão de dez minutos, com direção de Barnaby Roper, contando a história de um relacionamento amoroso virtual se desfazendo.

## Faixas
| Versão digital |                                                                           |                |         |  |
| N.º            | Título                                                                    | Compositor(es) | Duração |  |
| 1.             | "Love Is Lost" (Hello Steve Reich Mix by James Murphy for the DFA - Edit) | David Bowie    | 4:10    |  |

| Versão vinil |                                                                           |                |         |  |
| N.º          | Título                                                                    | Compositor(es) | Duração |  |
| 1.           | "Love Is Lost" (Hello Steve Reich Mix by James Murphy for the DFA - Edit) | David Bowie    | 4:10    |  |
| 2.           | "I'd Rather Be High" (Venetian Mix)                                       | David Bowie    | 3:49    |  |
| 3.           | "Love Is Lost" (Hello Steve Reich Mix by James Murphy for the DFA)        | David Bowie    | 10:26   |  |

## Ficha técnica
- David Bowie - vocais, produção musical, teclado, composição
- Tony Visconti - produção musical, mixagem, engenharia de áudio
- Gail Ann Dorsey - baixo
- Zachary Alford - bateria
- Gerry Leonard - guitarra
- James Murphy - produção (versão remix)